# Kistelek vasútállomás
Kistelek vasútállomás a MÁV 140-es számú Cegléd–Szeged-vasútvonalának egyik vasútállomása Kistelek településen, a helyi önkormányzat üzemeltetésében. A belterület nyugati szélén helyezkedik el, az 5411-es út vasúti keresztezésétől északra, közúti elérését az előbbi útból északnyugat felé kiágazó 54 321-es számú mellékút biztosítja.

## Története
A vonal Kiskunfélegyháza-Szeged közötti szakaszát 1854. március 4-én nyitották meg. Még ez év nyarán elkészült az állomás felvételi épülete. Így két újabb település (Kistelek és Szeged) kapcsolódott be a vasúti forgalom vérkeringésébe. Ezáltal bővült a személy- és teherforgalom, fejlődött a környék ipara, nőtt a kereskedelem. 1855-ben az állami vonalat eladták a nevével ellentétben magánvasúti Osztrák-Magyar Államvasút Társaságnak. A 20. század elején felvetődött, hogy kisteleki kiindulással új helyi érdekű vasutat építsenek Sándorfalva, Dóc, Baks, és Szatymaz felé. A tervből végül semmi sem lett. Az állomás bonyolította a környékbeli tanyagazdaságok és uradalmak teherforgalmát. A 20. század második felében a régi mellé egy új utasforgalmi épületet is felhúztak, majd a régi állomást bezárták. Napjainkban a teherforgalom nem jelentős, utoljára az M5-ös autópálya építésekor érkezett jelentős mennyiségű áru Kistelekre.
2006 decemberében bevezetett ütemes menetrend óta nemcsak a gyorsvonatok, hanem az InterCity (IC) szerelvények is megállnak itt. Ez a vonal jelentős belföldi forgalmat bonyolít le. Az engedélyezett sebesség Kiskunfélegyháza és Szeged között jelenleg 100 km/h.
Kistelek vasútállomása jelenti a fő kapcsolatot a környező települések számára is. Közvetlen buszjárat közlekedik Kistelek és Ópusztaszer között. Szintén innen indulnak az Ópusztaszeri Nemzeti Történeti Emlékparkba tartó buszok. Az állomáson halad át az alföldi kék túra.

## Forgalom
| Járat                  | Útvonal | Gyakoriság                |
| ---------------------- | --- | ------------------------- |
| személyvonat           | Kiskunfélegyháza – Selymes – Petőfiszállás – Petőfiszállási tanyák – Csengele – Kisteleki szőlők – Kistelek – Kapitányság – Balástya – Őszeszék – Vilmaszállás – Szatymaz – Jánosszállás – Kiskundorozsma – Szeged | Napi 4-5 pár              |
| Napfény InterCity      | Budapest-Nyugati – Zugló – Kőbánya-Kispest – Ferihegy – Cegléd – Nagykőrös – Kecskemét – Kiskunfélegyháza – Kistelek – Szatymaz – Szeged | óránként                  |
| Napfény InterCity      | Budapest-Nyugati – Zugló – Kőbánya-Kispest – Ferihegy (← Üllő) – (Monor →) (← Monorierdő) – (Pilis → Albertirsa →) Cegléd – (Nyársapát →) Nagykőrös – (Katonatelep →) Kecskemét – Városföld – (Kunszállás →) Kiskunfélegyháza (← Selymes ← Petőfiszállás)– Kistelek – Szatymaz – Szeged                                                                   | Napi 1 pár                |
| sebesvonat             | Budapest-Nyugati – Zugló (→ Kőbánya alsó) – Kőbánya-Kispest – Ferihegy (← Üllő) (→ Monor → Monorierdő → Pilis → Albertirsa → Ceglédbercel → Ceglédbercel-Cserő → Budai út) – Cegléd – Nyársapát – Nagykőrös (← Katonatelep) – Kecskemét – Városföld (← Kunszállás) – Kiskunfélegyháza – Kistelek – Szatymaz – Szeged                                      | Napi 1 pár                |
| Aranyhíd expresszvonat | Szeged (← Szatymaz ← Kistelek) – Kiskunfélegyháza – Kecskemét – Nagykőrös – Cegléd – Ferihegy – Kőbánya-Kispest – Budapest-Kelenföld – Székesfehérvár – Balatonaliga – Szabadisóstó – Siófok – Zamárdi – Balatonföldvár – Balatonszárszó – Balatonszemes – Balatonlelle – Balatonboglár – Fonyód – Balatonmáriafürdő – Balatonberény – Balatonszentgyörgy | Nyáron napi 1 Szeged felé |